# جان جی مالینوس
جان جی. مشونیس، جامعه‌شناس  معاصر آمریکایی است.

## زندگی‌نامه
مشونیس در فیلادلفیای پنسیلوانیا متولد و پرورش‌یافته‌است. وی دارای سند لیسانس مهندسی یا انجنیری از دانشگاه کرنل و مدرک ماستری/ کارشناسی ارشد و دکتری در رشته جامعه‌شناسی از دانشگاه پنسیلوانیا هست. مشونیس در حال حاضر استاد جامعه‌شناسی در کالج کینیون در گم بایر اوهایو، جایی که وی ۳۰ سال تدریس نموده، هست.
حوزه‌های موردعلاقهٔ وی قشربندی اجتماعی، تغییر اجتماعی، مسائل اجتماعی، سیاست، انحرافات و جامعه‌شناسی شهری است. از زمان پیوستن وی به کالج کین یون، در سال ۱۹۷۹ وی تقریباً همهٔ این حوزه‌ها را تدریس کرده‌است.

## آثار
از مشونیس، کتاب‌ها و مقالات زیادی تاکنون به نشر رسیده‌است. از مهم‌ترین کتاب‌های وی 
می‌توان قرار ذیل نام برد: 
- جامعه: بنیادها
- جامعه‌شناسی: یک مقدمه جهانی
- جامعه‌شناسی، مسائل اجتماعی، جامعه انسانی
- جامعه‌شناسی جرم و انحرافات
- مطالعهٔ فردی. دیدن خود: طبقه، عصر ما و خوانش بین فرهنگی در جامعه‌شناسی و شهرها وزندگی شهری

## فهرست منابع
1. http://www.kenyon.edu/directories/campus-directory/biography/john-macionis/#course_1523
2. http://www.macionis.com/
3. https://www.bookdepository.com/author/John-J-Macionis
4. https://www.amazon.com/s/ref=nb_sb_noss?url=search-alias=stripbooks&field-keywords=John+J.+Macionis